# Long Bình, Phú Riềng
Long Bình là một xã thuộc huyện Phú Riềng, tỉnh Bình Phước, Việt Nam.

## Địa lý
Xã Long Bình có diện tích 63,50 km², dân số năm 1999 là 6.595 người, mật độ dân số đạt 104 người/km².

## Hành chính
Xã Long Bình được chia thành 10 thôn: 1, 2, 3, 4, 5, 6, 7, 8, 9, 11.

## Lịch sử
Xã Long Bình nguyên là Nông trường 3 thuộc Công ty cao su Phú Riềng.
Ngày 18 tháng 3 năm 1998, xã được thành lập trên cơ sở 4.100 ha diện tích tự nhiên và 2.129 nhân khẩu của xã Bình Thắng; 2.250 ha diện tích tự nhiên và 2.782 nhân khẩu của xã Long Hưng, đều thuộc huyện Phước Long, tỉnh Bình Phước.
Ngày 11 tháng 8 năm 2009, huyện Phước Long được tách thành thị xã Phước Long và huyện Bù Gia Mập. Xã Long Bình thuộc huyện Bù Gia Mập.
Ngày 15 tháng 5 năm 2015, chuyển xã Long Bình thuộc huyện Bù Gia Mập về huyện Phú Riềng mới thành lập quản lý.
Ngày 10 tháng 12 năm 2020, HĐND tỉnh Bình Phước ban hành Nghị quyết số 41/NQ-HĐND về việc sáp nhập Thôn 10 vào Thôn 8.

## Kinh tế
Xã Long Bình là một xã nghèo, dân trí trung bình, người dân đa phần là làm nông, cây trồng chủ yếu cao su, điều, cà phê, tiêu.